# 國際擄拐兒童民事方面公約
《國際擄拐兒童民事方面公約》或《國際誘拐兒童民事方面公約》（The Hague Convention on the Civil Aspects of International Child Abduction, or Hague Abduction Convention）是一項在1980年10月25日於海牙國際私法會議訂立的多邊條約，1983年12月1日在簽署國之間生效。公約在國際範圍上保護16歲以下的兒童免遭非法帶走或扣留，並制定民事程序以保證兒童迅速返回慣常居所地國家。
截至2011年4月，已經有84個國家加入《國際擄拐兒童民事方面公約》。

## 締約國
截至2011年1月3日，《國際擄拐兒童民事方面公約》的締約國：